# 2016 FQ59
2016 FQ59, também escrito como 2016 FQ59, é um objeto transnetuniano que está localizado no cinturão de Kuiper, uma região do Sistema Solar. Ele possui uma magnitude absoluta de 7,6 e tem um diâmetro estimado de 133 km.

## Descoberta
2016 FQ59 foi descoberto no dia 28 de março de 2016 pelo DECam.

## Órbita
A órbita de 2016 FQ59 tem uma excentricidade de 0,008 e possui um semieixo maior de 41,393 UA. O seu periélio leva o mesmo a uma distância de 41,072 UA em relação ao Sol e seu afélio a 41,714 UA.